# Köppen (Adelsgeschlecht)

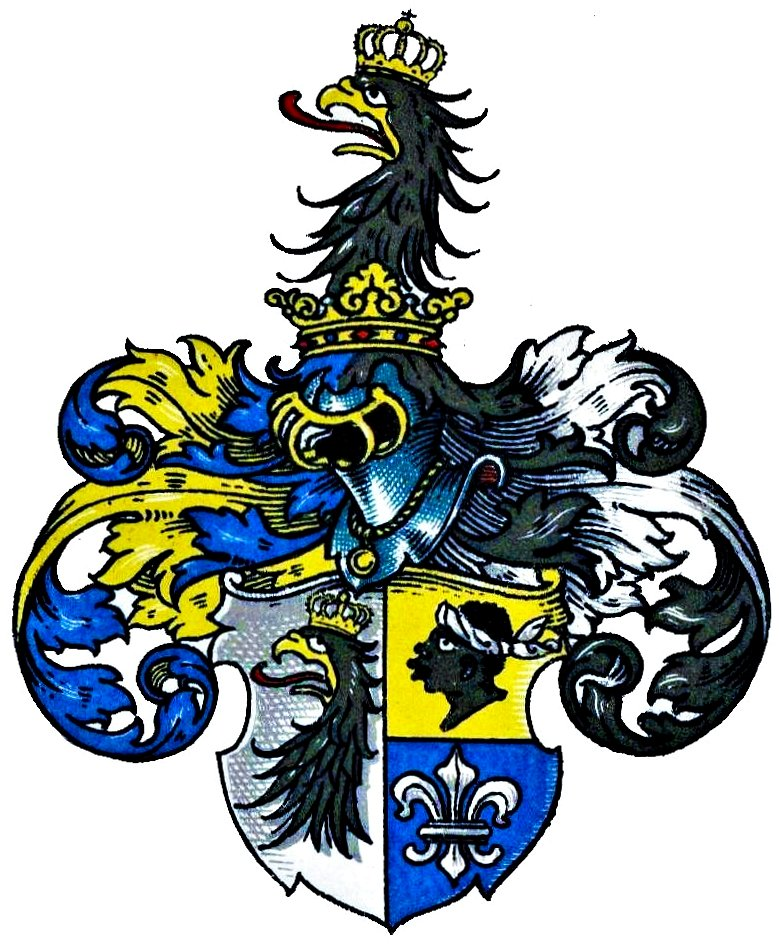
Wappen derer von Köppen im Wappenbuch des Westfälischen Adels

Köppen ist der Name eines preußischen Adelsgeschlechts.

## Geschichte
Stammvater des Geschlechts ist Peter Rudolph Köppen, königlich-preußischer Hauptmann der Artillerie, der am 17. Juli 1717 von König Friedrich Wilhelm I. in den Adelsstand erhoben wurde. Peter Rudolphs Bruder Maximilian August Köppen, königlich-preußischer Oberstleutnant und Generaladjutant, war schon vorher nobilitiert worden. Der dritte Bruder, Amtmann zu Fürstenwalde, wurde nicht geadelt.
Die Familie besaß in der Provinz Brandenburg Cantow (urkundlich 1771), Carwe (1720) und Gottberg (1714–1717) im Kreis Ruppin, Eichstädt (1764) im Landkreis Osthavelland, Sagast (1720) im Landkreis Westprignitz, Wilmersdorf (1719) im Landkreis Lebus sowie im Magdeburgschen Lübars (1714) in Landkreis Jerichow I.
Von 1919 bis 1945 wurde in Mecklenburg das Gut in Staven betrieben, welches heute eine Nachfahre aus der Familie von Badewitz betreut.

## Persönlichkeiten
- Gustav von Köppen (1821–1896), preußischer Generalleutnant

## Wappen
Blasonierung: Der Schild gespalten. Rechts in Silber ein schwarzer, königlich gekrönter, rechtssehender Adlerkopf mit Hals; links geteilt: oben in Gold ein rechtssehender Mohrenkopf mit silberner Binde, unten in Blau eine silberne Lilie. Auf dem gekrönten Helm der gekrönte Adlerkopf. Die Helmdecken sind blau-golden und schwarz-silbern.
Das Wappen enthält Bestandteile der altadeligen Geschlechter von Köppen.